# Onex
Onex (Arpitaans: Ônèx) is een gemeente en plaats in het Zwitserse kanton Genève. Onex telt 17.357 inwoners.

## Overleden in Onex
- Monique Bauer-Lagier (1922-2006), onderwijzeres, feministe en politica
- Nelly Wicky (1923-2020), onderwijzeres en politica
- Roger Vonlanthen (1930-2020), voetballer en voetbalcoach